# RBU-6000

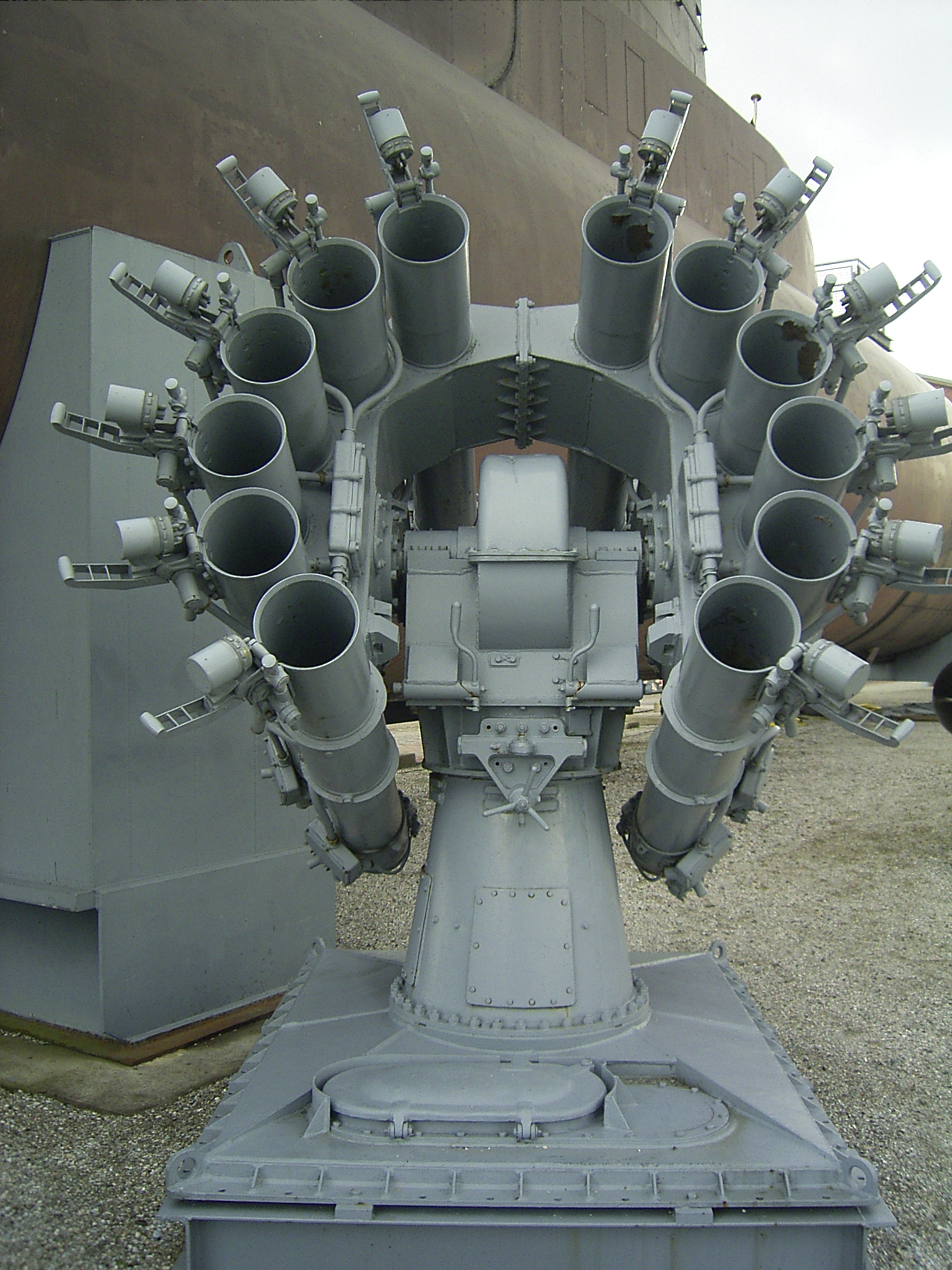
Un RBU 6000

Il complesso MIT RBU 6000 è un dispositivo per il lancio di razzi antisommergibili del calibro di 213 mm di fabbricazione sovietica.

## Descrizione
I dispositivi per il lancio di razzi antisommergibili (antisom) si svilupparono negli ultimi anni della seconda guerra mondiale, ed il sistema che ebbe più successo fra quelli proposti fu l'Hedgehog (porcospino), che, lanciando una salva di razzi portanti bombe di profondità in un'area pressoché circolare a prua della nave, saturava con le esplosioni quasi contemporanee delle cariche tale area, danneggiando il sommergibile oggetto delle sue attenzioni, anche se non lo aveva inquadrato perfettamente. Il metodo di danneggiamento per saturazione d'area era già stato usato nell'Armata rossa con i loro sistemi di lanciarazzi in ambito terrestre, quindi la tecnologia per trasferire una metodologia analoga al campo navale era già disponibile nelle fabbriche e nelle strutture di progettazione sovietiche.
Sulla base delle relative esperienze furono approntati sistemi navali di Raketnaja Bombometnaja Ustaovka o RBU (Lanciarazzi a canna multipla), di calibro e caratteristiche diverse. Il sistema più diffuso, denominato RBU 6000, era un sistema a 12 canne di 250 mm di calibro, che poteva lanciare razzi di 70 kg di peso con una testata portante 21 kg di esplosivo. Le testate dei sistemi RBU non avevano spolette sensibili alla pressione dell'acqua (quindi non scoppiavano a profondità prestabilita), ma avevano spolette a contatto o, più spesso, di prossimità, attivate dalla massa magnetica del sommergibile bersaglio. Il sistema RBU 6000 è entrato in servizio a partire dal 1962 ed è rimasto in servizio fino alla fine della guerra fredda. Il munizionamento poteva essere di tipo non guidato RGB60, con una gittata massima di 5.800 m, o cariche di profondità a guida acustica 90R con una portata di 4.300 m. 
Il metodo tipico di impiego era lanciando due razzi per volta fino all'esaurimento delle sei coppie. In genere il sistema RBU 6000 era accoppiato con il sistema RBU 1000, a sei canne, utilizzante razzi da 120 kg di 300 mm di calibro. Il sistema 
Il vari sistemi RBU erano diffusi praticamente in tutte le marine del patto di Varsavia.

## Altri sistemi RBU
| Sistema | Calibro (mm) | Gittata max (m) | Peso testata bellica (kg) |
| RBU600  | 300          | 600             | 55                        |
| RBU1000 | 300          | 1000            | 55                        |
| RBU1200 | 250          | 1200            | 34                        |
| RBU2500 | 250          | 2500            | 21                        |
| RBU6000 | 212          | 6000            | 21                        |